# Thanh Nam
Phạm Hoàng Nam (sinh ngày 17 tháng 8 năm 1958), thường được biết đến với nghệ danh Thanh Nam, là một nghệ sĩ cải lương, diễn viên hài, diễn viên điện ảnh người Việt Nam. Ông nổi danh với biệt danh Hề Thanh Nam. Suốt 40 năm gắn bó với nghệ thuật, ông được công chúng mến mộ bởi hình ảnh "Hai Lúa" chất phác, giản dị và giành được vô số giải thưởng nghệ thuật lớn.
Năm 2019, ông được nhà nước trao tặng danh hiệu Nghệ sĩ nhân dân, trước đó, ông đạt danh hiệu Nghệ sĩ Ưu tú năm 2007.
Với nhiệt huyết và đam mê dành cho nghệ thuật, bên cạnh sự kính trọng, yêu thương của đồng nghiệp, khán giả khắp nơi, Thanh Nam còn được những giải thưởng vô cùng ý nghĩa: Danh hài được yêu thích nhất vào các năm 1991, 1995 và 1996 do báo Sân khấu (Hội Sân khấu TP. Hồ Chí Minh) tổ chức, Huy chương Bạc tại Hội diễn Sân khấu cải lương chuyên nghiệp toàn quốc năm 2000, Huy chương Vàng tại Liên hoan Sân khấu khu vực Nam bộ, Nam diễn viên được yêu thích nhất tại HTV Awards 2010, Nam nghệ sĩ hài được yêu thích nhất tại Cù nèo Vàng 2012... Ngoài ra, ông còn được tặng huy chương Vì sự nghiệp Văn hóa cùng nhiều bằng khen khác. Ông hiện sống cùng với vợ ở Rạch Giá, Kiên Giang.

## Tiểu sử
Thanh Nam tên khai sinh là Phạm Hoàng Nam, ông sinh năm 1958 tại quận Châu Thành, tỉnh Phong Dinh (nay thuộc Châu Thành, Hậu Giang). Ông sinh ra trong một gia đình nông dân lao động nghèo.

## Sự nghiệp
Năm 17 tuổi, ông được tuyển vào Đoàn Văn công huyện Châu Thành. Tại đây, ông được các nghệ nhân đờn ca Tư Bé, Sáu Chăm truyền dạy nhiều bài cải lương. Không lâu sau, ông chuyển về Đoàn cải lương Dạ Lan Hương. Trong một lần kép hề tên Sỹ Liêm bị bệnh, không ai đóng vai Tý theo hầu nhân vật Dương Lễ (vở Lưu Bình – Dương Lễ), ông được đóng thế, vai diễn thành công và nhận được sự đón nhận từ khán giả.
Từ đó gắn cả sự nghiệp mình với những vai hài. Hai năm liên tiếp là năm 1995 và năm 1996, ông được báo Sân khấu (Hội Sân khấu Thành phố Hồ Chí Minh) bình chọn là danh hài được yêu thích nhất.
Vào khoảng thập niên 80, làng hài cải lương bắt đầu xuất hiện những giọng ca "không đụng hàng". Đó là cách ca "tưng tửng" kiểu Vua vọng cổ hài Văn Hường và cách ca "sặc mùi" châm biếm, bất cần đời của danh hài Thanh Nam. Khi đó, thế hệ cải lương hài của miền Nam đều đã bước vào tuổi ngũ tuần. Đây chính là cơ hội để một anh hề trẻ như Thanh Nam có cơ hội để "tung tẩy" và thể hiện hết khả năng của mình. Với thế mạnh là các vai diễn hài hước, Thanh Nam đã bước chân vào "địa hạt" cải lương bằng những vai kép độc nhưng có chút hài.
Trong khoảng thời gian cải lương gặp khó khăn, Thanh Nam chuyển qua dòng phim truyền hình. Vẫn là ông nông dân cục mịch, chân chất, quê mùa nhưng giàu lòng thương người, Thanh Nam đã được nhiều khán giả gọi với cái tên thân thương "Hai Lúa" (cũng là một trong số những vai diễn của ông) và được các đạo diễn "đo ni đóng giày" vào những vai nặng ký về người nông dân.
Năm 1978, ông chính thức bước vào con đường diễn viên cải lương chuyên nghiệp với Đoàn cải lương Kiên Giang II. Hai năm sau, ông về Đoàn cải lương nhân dân Kiên Giang và làm tại đây đến nay. Ông được nhiều người tín nhiệm cử vào tham gia công tác quản lý, làm Phó đoàn phụ trách nghệ thuật và hiện tại là Trưởng Đoàn cải lương nhân dân Kiên Giang.
Trong sự nghiệp diễn xuất của mình, ông thể hiện khá thành công những vai ông già Nam Bộ với tính cách và ngữ điệu của các lão nông tri điền. Nhiều vai diễn thành công như ông Tư Kèn trong Quãng đời còn lại (Huy chương bạc Hội diễn Sân khấu cải lương chuyên nghiệp toàn quốc năm 2000), ông Tư Chờ trong Niềm đau gia phả (Huy chương vàng Liên hoan sân khấu khu vực Nam Bộ), Hương quản Mùi trong Tiếng chuông chùa Tam Bảo (giải B), Độ Lượng trong Tiếng thét nơi pháp trường (Bằng khen)... Ngoài ra ông còn được tặng Huy chương Vì sự nghiệp Văn hóa cùng nhiều bằng khen khác. Ở lĩnh vực hài, năm 1991, ông được xếp hàng thứ ba trong 10 danh hài được yêu thích nhất, do Báo Sân khấu Thành phố Hồ Chí Minh tổ chức với hình thức trưng cầu ý kiến độc giả. Cũng cuộc trưng cầu ý kiến này, năm 1996 ông được xếp hàng thứ tư trong 20 danh hài được yêu thích nhất.
Năm 2010, ông được bầu chọn là Diễn viên chính được yêu thích nhất giải HTV Awards 2010. Năm 2012, ông tiếp tục nhận được giải Cù nèo Vàng của báo Tuổi trẻ Cười tổ chức và bình chọn. Hiện ông là trưởng Đoàn nghệ thuật cải lương nhân dân Kiên Giang.
Ngày 29 tháng 8 năm 2019, ông vinh dự được Nhà nước phong tặng danh hiệu Nghệ sĩ Nhân dân năm đợt IX - 2019 cùng với các nghệ sĩ khác như Thanh Tuấn, Thoại Miêu, Minh Vương, Giang Châu, Việt Anh...
Năm 2024, ông làm giám khảo cuộc thi Chuông vàng vọng cổ truyền hình của Đài Truyền hình Thành phố Hồ Chí Minh.

## Giải thưởng
Tiêu biểu:
- Top 3 danh hài được yêu thích nhất năm 1991 do Báo Sân khấu Thành phố Hồ Chí Minh tổ chức
- Danh hài được yêu thích nhất năm 1995 do Báo Sân khấu (Hội Sân khấu Thành phố Hồ Chí Minh) bình chọn
- Top 4 danh hài được yêu thích nhất năm 1996 do Báo Sân khấu Thành phố Hồ Chí Minh tổ chức
- Danh hài được yêu thích nhất năm 1996 do Báo Sân khấu (Hội Sân khấu Thành phố Hồ Chí Minh) bình chọn
- Huy chương bạc Hội diễn Sân khấu cải lương chuyên nghiệp toàn quốc năm 2000
- Huy chương vàng Liên hoan sân khấu khu vực Nam Bộ
- Danh hiệu Nghệ sĩ Ưu tú năm 2007
- Giải B vai Hương quản Mùi trong Tiếng chuông chùa Tam Bảo
- Bằng khen cho vai diễn trong vở Độ Lượng trong Tiếng thét nơi pháp trường
- Huy chương Vì sự nghiệp Văn hóa
- Diễn viên chính được yêu thích nhất giải HTV Awards 2010
- Giải Cù nèo Vàng năm 2012 do báo Tuổi trẻ Cười tổ chức
- Danh hiệu Nghệ sĩ Nhân dân năm 2019
- Cùng nhiều bằng khen khác[2]

## Danh sách phim

### Phim truyền hình
| Năm  | Tựa Phim                       | Vai diễn        | Kênh   |
| ---- | ------------------------------ | --------------- | ------ |
| 2002 | Chuyện tình bên dòng kinh Xáng | Ông Ba Thợ      | HTV7   |
| 2003 | Thời vi tính                   |                 | HTV9   |
| 2005 | Người đánh trống trường        |                 | HTV9   |
| 2009 | Cuộc phiêu lưu của hai lúa     | Ông Hai Lúa     | HTV9   |
| 2009 | Những cuộc tình trắng đen      |                 | HTV9   |
| 2009 | Trang tỷ phú                   | Ông Đại Trú     | HTV9   |
| 2011 | Người hoàn hảo                 | Ông Phước Lợi   | HTV9   |
| 2011 | Sắc màu hạnh phúc              | Ông Nội         | SCTV14 |
| 2011 | Về quê cưới vợ                 | Ba Lém          | SCTV14 |
| 2012 | Xuân tình                      | Ông Năm Chỉ     | VTV9   |
| 2012 | Mua láng giềng gần             | Ông Tư Huỳnh    | HTV7   |
| 2012 | Tay chơi miệt vườn             | Ông Tổ          | SCTV14 |
| 2012 | Cô nàng nặng cân               | Ông Tâm         | THVL1  |
| 2013 | Sông dài                       | Ông Hai Tuất    | VTV9   |
| 2014 | Cha rơi                        | Ba Trí          | VTV9   |
| 2014 | Hàng xóm                       | Ông Tơ          | VTV9   |
| 2014 | Khung trời mơ ước              | Ông Hai         | HTV9   |
| 2015 | Tấm lòng của biển              | Ông Du          | HTV9   |
| 2015 | Cuộc phiêu lưu của hai lúa 2   | Ông Hai Lúa     | THVL1  |
| 2015 | Nhà chung                      | Ông Bảy Núi Sập | VTV9   |
| 2016 | Dòng nhớ                       | Cậu Út          | THVL1  |
| 2016 | Song sinh bí ẩn                | Sáu Giàu        | THVL1  |
| 2018 | Bố là tất cả                   | Ông Minh Hiếu   | HTV7   |
| 2018 | Ngậm ngùi                      | Ba Bảnh         | THVL1  |
| 2019 | Ngũ hợi tấn hỷ                 | Ông Minh Dương  | HTV7   |
| 2019 | Con ông Hai Lúa                | Ông Hai Lúa     | THVL1  |
| 2019 | Dập tắt lửa lòng               | Ông Tư Trê      | THVL1  |
| 2019 | Dìa đi tía ơi                  | Ba Đía          | SCTV14 |
| 2019 | Tiếng sét trong mưa            | Ông Quý         | THVL1  |
| 2020 | Làm rể Mười Xuân               | Ông Mười Xuân   | HTV7   |
| 2020 | Yêu trong đau thương           | Bảy Khá         | VTV3   |
| 2020 | Bánh mì ông Màu                | Ông Màu         | HTV7   |
| 2020 | Vương miện xương rồng          | Ông Đồ          | HTV7   |
| 2021 | Bánh mì ông Màu 2              | Ông Màu         | HTV7   |
| 2021 | Bác Ba Phi thời @              | Ba Phi          | HTV9   |
| 2022 | Hẹn hò cùng thần tượng         | Ông Lộc         | SCTV14 |
| 2022 | Sống ảo mất thật               | Bác Hai         | HTV9   |
| 2022 | Sui gia hay xui gia            | Ông Bảnh        | HTV7   |
| 2022 | Xứng lứa vừa đôi               | Ông Tư          | SCTV1  |
| 2023 | Vạn dặm nhân sinh              | Ông Nguyễn Ba   | VTV9   |
| 2023 | Tết này có má có ba            | Ông Lộc         | THVL1  |
| 2024 | Điệp khúc sum vầy              | Ông Hai         | SCTV1  |

### Phim chiếu mạng
| Năm  | Tựa Phim                    | Vai diễn | Kênh  |
| ---- | --------------------------- | -------- | ----- |
| 2024 | 7 năm chưa cưới sẽ chia tay | Ông Dũng | VieON |

### Phim điện ảnh
| Năm  | Tựa Phim                           | Vai diễn       |
| ---- | ---------------------------------- | -------------- |
| 2005 | Lấy vợ Sài Gòn                     | Ông Ba Hân     |
| 2005 | Tiếng chuông trôi sông             | Ông Kim        |
| 2006 | Trưởng giả kén rể (phim Phật giáo) | Ông Trưởng giả |
| 2014 | Hai lúa                            | Ông Hai Lúa    |
| 2015 | Em là bà nội của anh               | Ông Bé         |
| 2016 | Sài Gòn, anh yêu em                | Ông Sáu Lương  |
| 2024 | Mùa hè đẹp nhất                    | Thái           |

Và một số bộ phim khác

## Danh sách kịch
Tiêu biểu:
- Dòng nhớ[11] (Cải lương)
- Thần tài giủ sổ[12] (Hài kịch)
- Hết biết[13] (Hài kịch)
- Hai Lúa lên đời (Hài kịch)
- 3 tây 9 nút (Hài kịch)
- Hai Lúa đi Phú Quốc (Hài kịch)
- Hàn Mặc Tử (Cải lương)
- Không bán tình em (Cải lương)
- Lưu Bình - Dương Lễ - vai Tý (Cải lương)
- Tô Ánh Nguyệt (Cải lương)
- Mùa thu trên Bạch Mã Sơn
- Quãng đời còn lại - vai ông Tư Kèn (Cải lương)
- Niềm đau gia phả - vai ông Tư Chờ (Cải lương)
- Tiếng chuông chùa Tam Bảo - vai Hương quản Mùi (Cải lương)
- Tiếng thét nơi pháp trường (Bằng khen) - vai Độ Lượng (Cải lương)
- Yêu và ghen (Hài kịch)
- Vợ tôi tôi sợ (Cải lương & Hài kịch)
- Song tấu hài (Hài kịch)
- Hai đi hớt tóc (Hài kịch)
- Tân cổ hài (Cải lương & Hài kịch)
- Người lính già vui vẻ (Hài kịch)
- Tôn tẫng bàng quyên (Cải lương & Hài kịch)
- Và nhiều vở kịch khác

## Chương trình truyền hình
Tiêu biểu:
- Tài tiếu tuyệt[14] - Diễn viên
- Phim trên THVL - Khách mời
- Bác Ba Phì thời @ - Diễn viên, MC
- Nhịp cầu ước mơ[15] - MC
- Sao nối ngôi[16] - Giám khảo
- Và nhiều chương trình khác

## Gia đình
Năm 1978, ông kết hôn cùng nghệ sĩ cải lương Y Phương, người cùng hoạt động ở Đoàn cải lương nhân dân Kiên Giang. Bà từng đoạt được Huy chương bạc Hội diễn Sân khấu cải lương chuyên nghiệp toàn quốc năm 2000 (với vai diễn Bình trong "Quãng đời còn lại"), Huy chương bạc Liên hoan sân khấu khu vực Nam Bộ năm 2002 (với vai Bích trong "Niềm đau gia phả"), từng được đề cử danh hiệu Nghệ sĩ ưu tú cùng đợt với chồng. Ông có con gái là ca sĩ Phạm Phương Thảo. Gia đình ông còn rất quan tâm tới công tác từ thiện.